# Notoperla fuegiana
Notoperla fuegiana is een steenvlieg uit de familie Gripopterygidae. De wetenschappelijke naam van de soort is voor het eerst geldig gepubliceerd in 1905 door Günther Enderlein.